# Зелёный Колодезь
Зелёный Коло́дезь (укр. Зелений Колодязь) — село, Введенский поселковый совет, Чугуевский район, Харьковская область.
Код КОАТУУ — 6325455302. Население по переписи 2001 года составляло 650 (301/349 м/ж) человек.

## Географическое положение
Село Зелёный Колодезь находится на левом берегу реки Роганка, выше по течению на расстоянии в 2 км расположено село Свитанок, ниже по течению на расстоянии в 1 км расположено село Терновая.
К селу примыкают несколько массивов садовых участков.
Рядом проходит железная дорога, ближайшая станция Зелёный Колодезь.

## История
- 1896 — дата основания. Название было позаимствовано у соседнего села Заудье[1]
- В  1940 году, перед ВОВ, на хуторе было 80 дворов.[2]

## Экономика
- Садовое товарищество «Зеленый Колодезь».

## Достопримечательности
- Братская могила советских воинов. Похоронены 44 павших воина.